# Axylia belophora
Axylia belophora là một loài bướm đêm trong họ Noctuidae.